# Koźlarz białotrzonowy

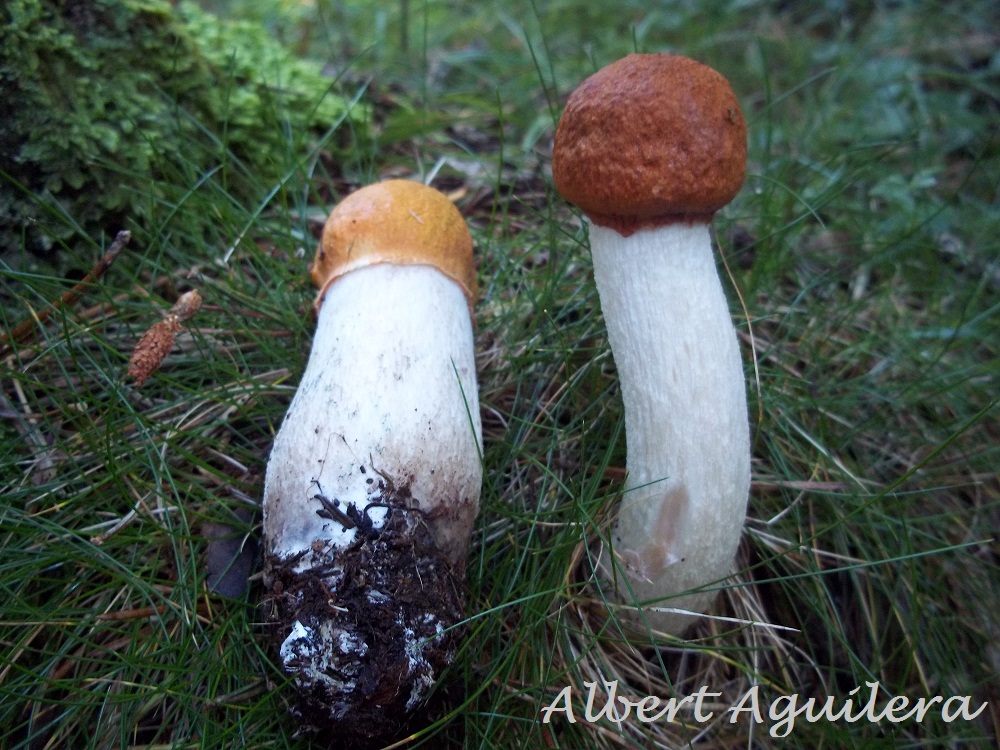

Koźlarz białotrzonowy (Leccinum albostipitatum den Bakker & Noordel.) – gatunek grzybów z rodziny borowikowatych (Boletaceae). Grzyb jadalny.

## Systematyka i nazewnictwo
Pozycja w klasyfikacji według Index Fungorum: Leccinum, Boletaceae, Boletales, Agaricomycetidae, Agaricomycetes, Agaricomycotina, Basidiomycota, Fungi.
Gatunek ten opisali w 2005 roku den Bakker i Machiel Evert Noordeloos. Rósł pod topolami.
Nazwa polska według rekomendacji Komisji ds. Polskiego Nazewnictwa Grzybów przy Polskim Towarzystwie Mykologicznym.

## Morfologia
Kapelusz
Średnica dochodzi do 25 cm, u młodych egzemplarzy wypukły potem poduszkowato spłaszczony. Powierzchnia matowa, pomarańczowoczerwona lub pomarańczowobrązowa, z wiekiem blaknąca.
Rurki
Początkowo żółtawobiałe, później szarawe, po zgnieceniu ciemniejące. Pory okrągłe, drobne.
Trzon
Grubość do 5 cm, wysokość 8–20 cm. Kształt początkowo beczkowaty, potem walcowaty. Powierzchnia biała z odstającymi białymi włókienkami, które potem od zarodników zmieniają barwę na rdzawą.
Miąższ
Biały, w młodych owocnikach twardy i jędrny, w starszych częściowo włóknisty. Po uszkodzeniu staje się czerwony, potem szarawy. Smak łagodny, zapach słaby, niecharakterystyczny.

## Występowanie i siedlisko
To nowy dla mykobioty Polski gatunek grzyba i do 2021 r. brak jego stanowisk w piśmiennictwie naukowym. Jego stanowiska podaje natomiast internetowy atlas grzybów.
Naziemny grzyb ektomykoryzowy żyjący w symbiozie z topolami. Występuje w lasach liściastych i śródpolnych kępach drzew z udziałem grabów, brzóz, osik, dębów. Owocniki pojawiają się od lata do jesieni.